# Kołatek (województwo warmińsko-mazurskie)
Kołatek (dawniej niem. Schlagamühle) – osada w Polsce, położona w województwie warmińsko-mazurskim, w powiecie olsztyńskim, w gminie Olsztynek. Miejscowość wchodzi w skład sołectwa Mierki. W latach 1975–1998 miejscowość należała administracyjnie do województwa olsztyńskiego.
Osada położona około 5 km na wschód od Olsztynka przy szosie Olsztynek-Jedwabne, nad rzeczką łączącą jezioro Staw z Jeziorem Plusznym. W miejscowości znajduje się  ośrodek wypoczynkowy.

## Historia
Dawna osada młyńska z XV w. W czasach krzyżackich osada pojawia się w dokumentach w roku 1437, podlegała pod komturię w Olsztynku, były to dobra krzyżackie i młyn.
W okresie międzywojennym była to wieś letniskowa. 
W 1997 roku w Kołatku mieszkały na stałe 4 osoby. W 2005 roku również osadę zamieszkiwały 4 osoby.